# Flórián Urbán
Flórián Urbán (Boedapest, 29 juli 1968) is een oud-voetballer uit Hongarije.

## Clubcarrière
Urbán is een Hongaarse voetballer die gedurende zijn carrière vooral in België speelde. In 1992 maakte hij zijn debuut bij SV Waregem en in 1994 trok hij naar KV Mechelen. Daar bleef hij, net als in Waregem, twee seizoenen. In 1996 verhuisde hij voor slechts één seizoen naar Germinal Ekeren. Met Ekeren won hij de Beker van België.
Na Waregem, Mechelen en Ekeren belandde hij bij RSC Anderlecht. Daar speelde hij in het hele seizoen slechts twee keer mee. In 1998 trok hij naar Eendracht Aalst.
Na zijn Belgisch avontuur besloot de middenvelder om terug naar zijn vaderland te gaan en bij Újpest FC te gaan voetballen. Hij speelde ook nog even bij Zalaegerszegi TE, maar in 2004 besloot hij een einde te maken aan zijn carrière als voetballer. Hij was toen 36 jaar.

## Interlandcarrière
Urbán speelde in totaal veertig interlands voor Hongarije, waarin hij vier keer scoorde. Hij maakte zijn debuut op 9 oktober 1991 in het vriendschappelijke duel in Székesfehérvár tegen België. Dat duel ging met 2-0 verloren door treffers van Marc Emmers en Enzo Scifo. Zijn veertigste en laatste interland speelde hij op 7 juni 2003 in Boedapest tegen Letland.

### Interlandgoals
| Interlanddoelpunten | Interlanddoelpunten | Interlanddoelpunten | Interlanddoelpunten          | Interlanddoelpunten | Interlanddoelpunten | Interlanddoelpunten |
| #                   | Datum               | Locatie             | Tegenstander                 | Goal(s)             | Uitslag             | Wedstrijd           |
| ------------------- | ------------------- | ------------------- | ---------------------------- | ------------------- | ------------------- | ------------------- |
| 1                   | 29/05/1993          | Dublin, Ierland     | Ierland                      | 87'                 | 4 – 2               | Vriendschappelijk   |
| 2                   | 14/08/1996          | Siófok, Hongarije   | Verenigde Arabische Emiraten | 35'                 | 3 – 1               | Vriendschappelijk   |
| 3                   | 10/11/1996          | Bakoe, Azerbeidzjan | Azerbeidzjan                 | 83'                 | 0 – 3               | WK-kwalificatie     |
| 4                   | 19/03/1997          | Ta' Qali, Malta     | Malta                        | 18'                 | 1 – 4               | Vriendschappelijk   |